# Carlos Robles Robles
Carlos Robles Robles (Viña del Mar; 15 de diciembre de 1925-Santiago de Chile; 1 de septiembre de 2018) fue un árbitro de fútbol chileno.

## Trayectoria
Antes de convertirse en árbitro profesional en 1952, fue jugador de Hockey sobre hielo. En 1955 y 1959 arbitró en el Campeonato Sudamericano.
En 1960, arbitró el primer partido de la Copa de Campeones de América, hoy conocida como Copa Libertadores, que fue entre el Peñarol contra el Jorge Wilstermann. Meses después, dirigió en la final de ida.
Dos años más tarde, estuvo en la final de la Copa Libertadores 1962, donde en el partido de vuelta fue agredido por una botella lanzada por la afición del Santos. En ese mismo año, dirigió en la Copa Mundial de Fútbol de 1962, que se celebró en su país, precisamente estuvo en el encuentro en el que Yugoslavia derrotó a Colombia 5 goles por 0.
También estuvo en la final de ida de la Copa Libertadores 1970 y Copa Intercontinental 1974. Su partido de despedida fue en diciembre de 1975 en un juego entre el Everton y Santiago Wanderers.